# Robert I av Burgund
Robert I av Burgund, född 1011, död 1076, var en fransk prins. 
Han var regerande hertig av Burgund 1032–1076. Han deltog 1025 i ett uppror mot sin far med sin mors stöd. 